# BBB 20003
La BBB 6053 est une ancienne locomotive électrique bicourant prototype de la SNCF.
Dès sa livraison en 1955, elle est renumérotée BBB 20003. Mise en service sur les lignes de Savoie, elle fait preuve d'une fiabilité aléatoire et de performances insuffisantes. Technologiquement dépassée, elle ne circule que trois ans. Arrêtée pendant plusieurs années, elle est transformée en 1964 en BBB 6003 à courant continu mais ses performances et sa fiabilité n'en sont pas améliorées et sa brève carrière prend fin en 1968.

## Genèse
L'objectif des concepteurs est de développer une locomotive électrique bicourant offrant presque les mêmes performances sous courant continu 1,5 kV et sous courant alternatif 20 kV 50 Hz. C'est dans cette optique qu'est commandé en 1948 le prototype BB 6053. Décision est prise d'équiper l'engin d'un groupe convertisseur tournant, seule solution technique alors envisageable. Le choix du type BBB (trois bogies à deux essieux) s'explique par deux raisons majeures : cette formule paraît moins agressive pour la voie sur des lignes sinueuses et elle permet de construire une locomotive moins lourde et donc moins chère — à l'époque, le prix des locomotives est proportionnel  à leur poids. La partie mécanique est réalisée par la Société des Forges et Ateliers du Creusot et la partie mécanique par la société Jeumont-Schneider, réunies au sein du groupement MTE.
L'engin est finalement livré à la SNCF le 1er mai 1955 au dépôt de Chambéry puis muté à la fin du mois à celui d'Annemasse sous le numéro BBB 20003 (en 1952, la numérotation des locomotives monophasées a été revue). Depuis 1953, la tension électrique sur la ligne d'Aix-les-Bains-Le Revard à Annemasse et sur l'« étoile de Savoie », sur laquelle il est destiné à circuler sous courant alternatif, est passée de 20 à 25 kV le 15 novembre 1953.

## Caractéristiques

### Caisse

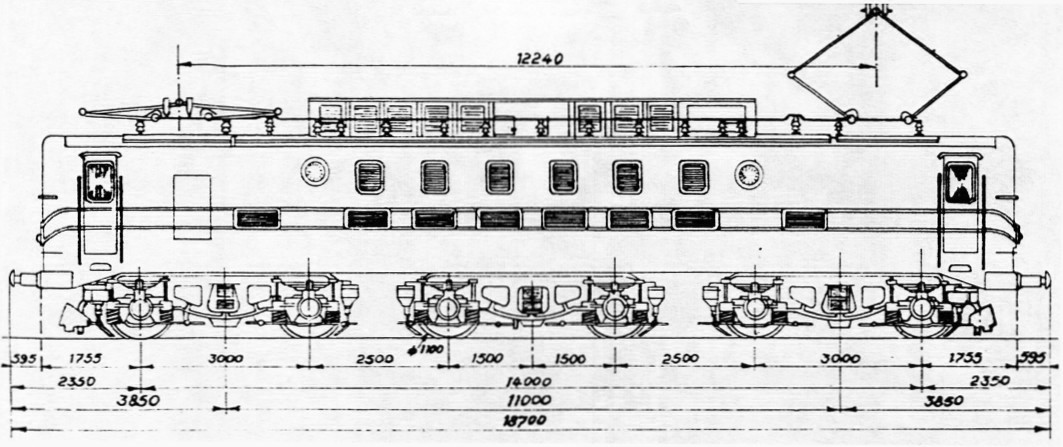
Plan de la BBB 6053, future BBB 20003.

Sa caisse, qui évoque celle de la BBB 6002 dont elle est issue, se distingue par une forme rectangulaire avec des faces plates. Sur les faces latérales, le bandeau en haut de caisse est biseauté. Durant sa carrière, les huit petites persiennes alignées sur les flancs latéraux sont restées inchangées. En revanche, les persiennes supérieures ont changé de forme : à l'origine, la machine possède six grilles rectangulaires encadrées de deux hublots sur un flanc et six hublots vitrés sur l'autre flanc. Par la suite, la disposition des ouvertures est modifiée à plusieurs reprises, avec le percement ou l'obturation de certains hublots, le remplacement du vitrage de certains autres par une grille métallique pour améliorer la ventilation ; c'est dans ce même but qu'un panneau grillagé est aménagé sur l'une des faces de la locomotive.
La BBB 20003 sort des usines du Creusot dans la livrée des prototypes de Savoie, « bleu monophasé » pour la caisse et gris pour le châssis. Les traverses et l'entourage des baies frontales sont rouges.

### Équipement électrique
La machine d'dispose un groupe convertisseur composé d'un transformateur et d'un moteur asynchrone de 3 800 ch entraînant trois génératrices à courant continu — l'ensemble mesure 7 m de long et pèse 20 t —, lesquelles alimentent chacune en courant continu deux moteurs de traction. La locomotive est apte au chauffage électrique des rames de voyageurs.
Le système de ventilation complexe et bruyant, doit assurer le refroidissement du groupe convertisseur, du transformateur et des moteurs de traction.

### Bogies
Les bogies à deux essieux comportent chacun deux moteurs. L'empattement des bogies est de 3,000 m et les entraxes des bogies sont distants de 5,500 m. Le diamètre des roues neuves est de 1 100 mm.

## Service
Les conducteurs redoutent de devoir piloter la BBB 20003 pour laquelle ils sont contraints de demander de fréquents secours en ligne. Son fonctionnement aléatoire et des problèmes de nuisances sonores provoquent le placement de la locomotive en réparation différée dès 1958, d'autant que la petite série des CC 25000, plus performante et plus fiable, est livrée dès 1955 et circule sur les mêmes lignes. De plus, la technologie des groupes convertisseurs est dépassée bien avant la sortie de la machine : les redresseurs par ignitrons plus fiables, compacts et légers sont testés dès 1948 et mis en service en 1954 dans le nord et l'est de la France sur les BB 12000.
Après plusieurs années d'inutilisation, la BBB 20003 entre le 2 décembre 1963 à l'atelier de Tarbes pour être transformée en une locomotive à courant  1,5 kV continu, notamment par dépose de tous les équipements monophasés, ajout d'un lanterneau de ventilation en toiture et remplacement des pantographes. Les moteurs de traction restent en place. À sa sortie, le 25 juin 1965, elle est renumérotée BBB 6003 ; elle est affectée à Limoges où elle assure, lorsqu'elle est en état de circuler, des trains de messageries. Toutefois, la conduite en banalité de ce prototype fragile par des agents qui n'ont pas spécialement été formés pour cela est la cause de nombreuses pannes et avaries et la décision est prise de réformer la locomotive et de la radier des inventaires de la SNCF le 19 juillet 1968 ; dernier engin de type BBB à circuler sur les voies de la SNCF, elle est démantelée entre le 21 avril et le 29 juillet 1969 au chantier d'Ussel.

## Modélisme
La BBB 20003 a été reproduite à l'échelle HO par l'artisan ApocopA sous forme de transkit (caisse en résine à monter sur un châssis de son choix).